# Frauental an der Laßnitz
Frauental an der Laßnitz ist eine Marktgemeinde mit 3170 Einwohnern (Stand 1. Jänner 2025) im Bezirk Deutschlandsberg in der Steiermark.

## Geografie

### Lage
Die Gemeinde Frauental an der Laßnitz liegt im Laßnitztal an der Mündung des Wildbaches in die Laßnitz. Die Laßnitz ist auch der wichtigste Fluss der Gemeinde, wichtigste Erhebung ist der an der südlichen Grenze gelegene Riemerberg mit 449 Metern.

### Gemeindegliederung
Die Gemeinde gliedert sich in fünf Katastralgemeinden und gleichnamige Ortschaften (Fläche Stand 31. Dezember 2023 Einwohner: Stand 1. Jänner 2025):
- Freidorf an der Laßnitz (251,53 ha, 1236 Ew.)
- Freidorfer Gleinz (KG Gleinz 355,71 ha, 76 Ew.)
- Laßnitz (210,33 ha, 967 Ew.)
- Schamberg (388,56 ha, 438 Ew.)
- Zeierling (348,48 ha, 453 Ew.)

### Nachbargemeinden
| Deutschlandsberg |                                             | Groß Sankt Florian      |
| Deutschlandsberg | Kompassrose, die auf Nachbargemeinden zeigt | Groß Sankt Florian      |
| Bad Schwanberg   | Sankt Peter im Sulmtal                      | Sankt Martin im Sulmtal |

Frauental grenzt nicht an die Gemeinde Stainz, weil die Katastralgemeinden Tanzelsdorf (gehört zu Groß St. Florian) und Gersdorf (gehört zu Deutschlandsberg, früher Gams) im Norden von Frauental (KG Schamberg) am Lauf des Vochera-Baches etwa 60 m aneinander grenzen und damit Frauental von Stainz (KG Rassach) trennen.

## Geschichte

### Frühe Besiedlung
Bei den Bauarbeiten am Ostportal des Koralmtunnels wurden kulturgeschichtlich wertvolle Funde von der frühen Kupferzeit bis ins späte Mittelalter gemacht. Neben Siedlungsresten aus der La-Tène-Zeit wurde in Gleinz ein gut erhaltener Keramikbrennofen geborgen. Funde belegen die dichte Besiedlung des Gebietes bereits 1600–1300 v. Chr. Im Gebiet von Freidorf sind ebenfalls Reste einer Siedlung aus der La-Tène-Zeit publiziert. Teile der Gemeinde Frauental liegen im Laßnitztal in jenem Bereich, in dem eine dichte Besiedlung durch eine Reihe archäologischer Fundstellen belegt ist. Insgesamt sind die Flächen archäologischer Grabungen in diesem Gebiet über 40 ha groß.
1100 werden Laßnitz und Frauental erstmals urkundlich genannt.

### Altburg Gleinz
Im Süden von Frauental sind für die Katastralgemeinde Gleinz, südöstlich der Ortschaft Frauenegg, Hinweise auf eine alte Befestigungsanlage publiziert. Auf einer Geländekuppe im Norden des Bauernhofes vlg. Kolmi (bzw. Kulmi oder „alter Lechner“) ist die Form eines unregelmäßigen Vielecks im Ausmaß von 25 mal 25 Metern zu erkennen, im Nordwesten davon liegt eine grabenartige Senke. Diese Reste werden als das Gelände des ehemaligen Sitzes des Geschlechtes der Gleinzer gedeutet. In einer älteren Veröffentlichung wird der Sitz der Gleinzer bei der Kirche St. Ulrich bei Deutschlandsberg angenommen.

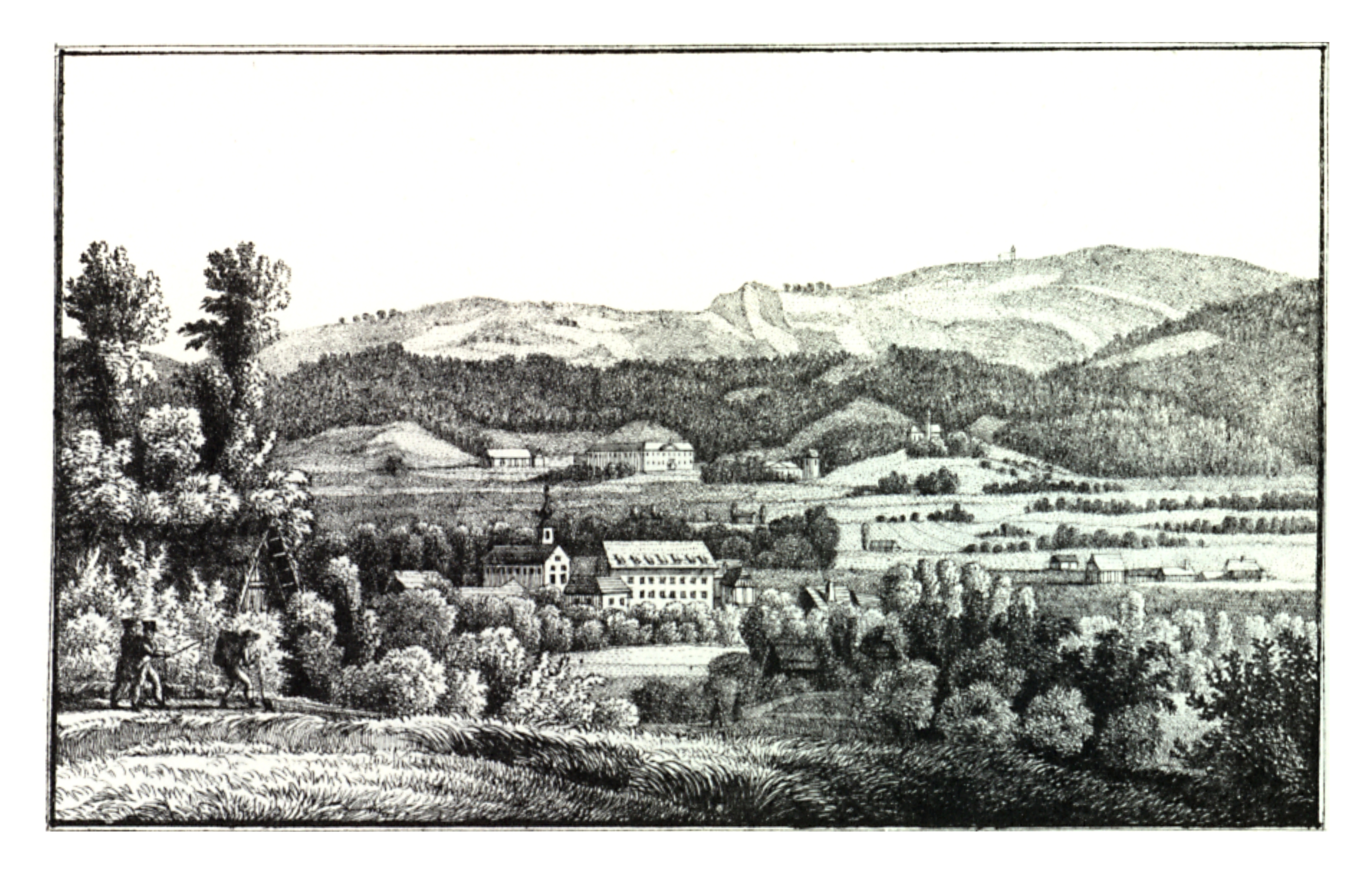
Die Messingfabrik um 1820, Lith. J.F. Kaiser

### Messinghütte, Stahlwerk, Porzellanfabrik
1714 errichtete Freiherr Ferdinand Zehentner von Zehentgrub und andere eine Messinghütte, die bis 1903 in Betrieb war.
Das Stahlwerk war nur in der Zeit von 1853 bis 1856 in Betrieb. Es war aufgrund der schlechten Verkehrsverbindungen nicht erfolgreich zu führen (die Wieserbahn erreichte das Gebiet erst 1872).
Ab 1920 entstand die erste Porzellanfabrik im Ort. Das Unternehmen war 1921 von Ludwig Neumann unter dem Namen Ingelen-Frauenthal-Elektroporzellan als Tochterunternehmen der Wiener Ingelen, Elektrotechnische Fabrik Ing. Ludwig Neumann GmbH gegründet worden und wurde als „Erste österreichische Porzellanfabrik“ bekannt. Sie war auf Isolatoren und Bestandteile von damaligen Rundfunkempfängern spezialisiert, erzeugte aber auch Porzellangeschirr und andere technische Keramik wie Keramikkatalysatoren.
Diese Betriebe gehörten bis 2012 zur Frauenthal Holding AG, mit Wirkung vom 1. Juni 2012 wurden sie an den japanischen Konzern IBIDEN Porzellanfabrik Frauenthal GmbH und PPC Insulators Austria GmbH, Teil der SEVES Gruppe, verkauft.
2018 wurde die PPC Insulators Austria GmbH geschlossen und die Isolatorenproduktion somit für immer eingestellt. Die Beschäftigung mit Keramik lebt in der dort tätigen Ceram Austria GmbH weiter. Dieses Unternehmen investierte ab 2020 über 28 Mio. Euro für eine Produktionsfläche von 45.000 m² und wird als einer der weltweit führenden Anbieter industrieller Keramik geschildert. Ein Schwerpunkt liegt auf der Erzeugung von Katalysatoren, Wärmespeichern und deren Weiterentwicklung. Geforscht wird an der Möglichkeit, CO2 aus der Luft herauszufiltern und weiterzuverwenden.

### Entstehung der Gemeinde 1850
Die Gemeinde entstand 1850 aus den Katastralgemeinden Laßnitz und Schamberg. Sie hieß bis 1955 Gemeinde Laßnitz. Der Poststempel trug am Ende des 19. Jahrhunderts den Namen „Frauenthal zu Lassnitz“.

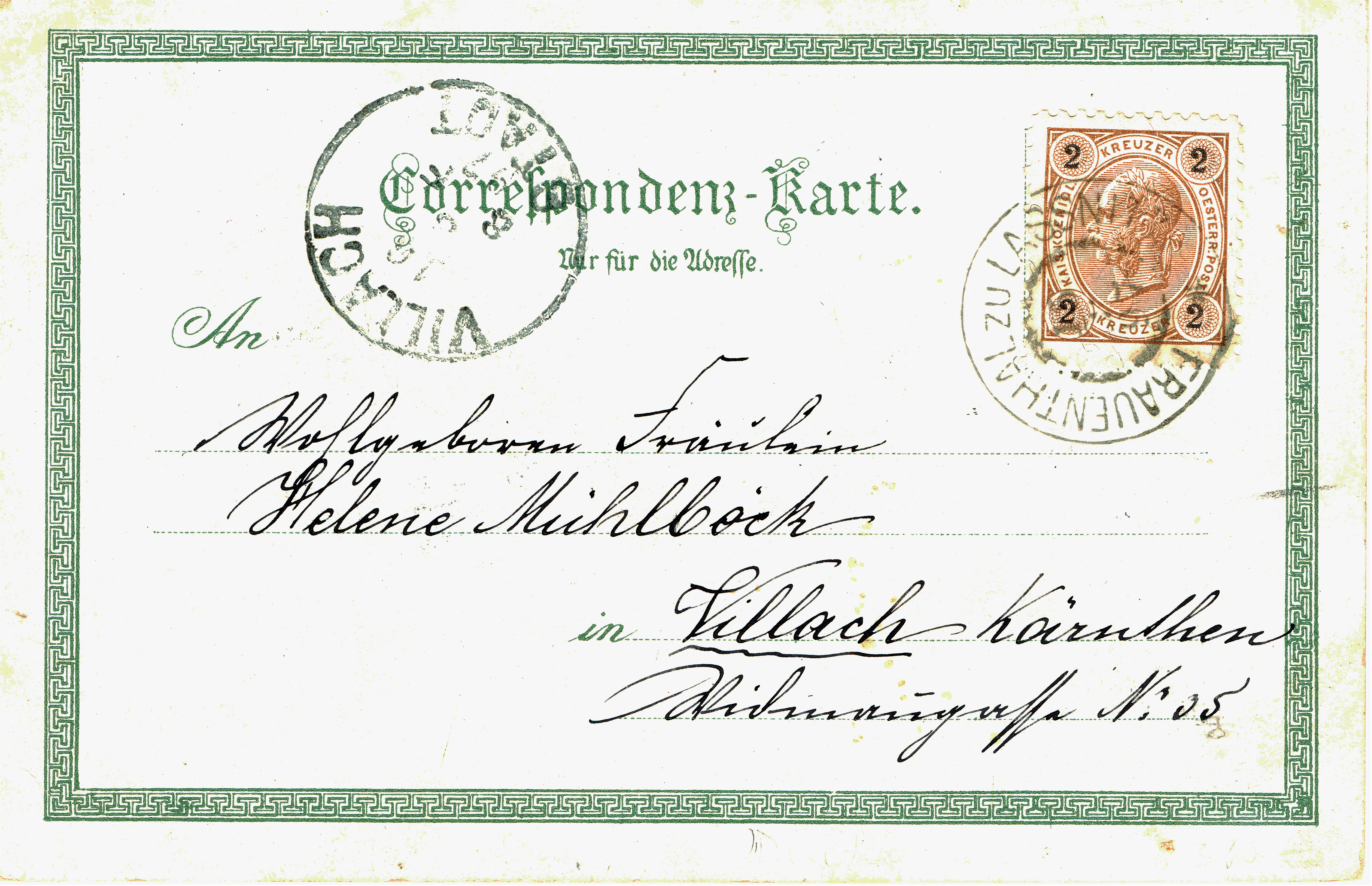
„Frauenthal zu Lassnitz“ auf dem Poststempel 1897

 Ein anderer Name für den Ort war „Frauental an der Wieserbahn“.

### 20. Jahrhundert
1937 eröffnete die Spinnerei Pronegg ihren Geschäftsbetrieb in Frauental. Nach einer kriegsbedingten Unterbrechung wurden ab 1946 mit ca. 20 Arbeitern auch Webstoffe erzeugt, die gegen Schafwolle eingetauscht werden konnten. Für einen Meter eines Wollkleiderstoffes waren 1947 0,5 kg Schafwolle abzugeben. Nach Schließung dieses Unternehmens wurde in den Räumen die Landmaschinenfabrik Moty-Mayer betrieben, nach ihr wurde das Gebäude zu einem Heim für betreutes Wohnen umgestaltet. Nur der Schornstein erinnert an die frühere Verwendung.
In ihrer Nähe kam es während des nationalsozialistischen Juliputsches am 26. Juli 1934 zu einem Zwischenfall zwischen Nationalsozialisten und Heimwehrmännern, der einen Toten forderte. Gegen 0:15 Uhr hatten Nationalsozialisten, die zuvor vergeblich versucht hatten, den Gendarmerieposten in Gams zu stürmen, eine aus drei Mann bestehende Straßensicherung der Heimwehr entwaffnet und die Männer als Geiseln genommen. Um ihren Kameraden zu helfen, eilte eine in der Porzellanfabrik stationierte Heimwehrabteilung heran und wurde von den Nationalsozialisten beschossen, wobei ihr Kommandant den Tod fand.
Mit 1. Jänner 1956 wurde der Gemeindename von „Laßnitz“ in Frauental an der Laßnitz (ohne „h“) geändert.
Zum 1. Jänner 1960 wurden die Gemeinden Freidorf an der Laßnitz und Zeierling nach Frauental an der Laßnitz eingemeindet.
1972 wurde der Ort von einem hundertjährlichen Hochwasser mit schweren Überschwemmungen heimgesucht.
Die Markterhebung erfolgte im Jahr 1985.

### 21. Jahrhundert
Das Gebäude des Kinos wurde nach dem Tod seiner langjährigen Betreiberin, Frau Hilda Diwald, im März 2024 abgerissen, es soll durch ein Einkaufszentrum mit Wohnungen ersetzt werden. Das Kino hatte seit 1952 bestanden, es war eines der letzten im Bezirk Deutschlandsberg und war noch 2014 von den damals nicht mehr verfügbaren Filmrollen auf Digitaltechnik umgestellt worden. Der Spielbetrieb endete am 26. September 2020.

## Bevölkerung

### Bevölkerungsstruktur
Die Gemeinde hatte laut Volkszählung 2001 2.997 Einwohner. 96,4 % der Bevölkerung besaßen die österreichische Staatsbürgerschaft. Zur römisch-katholischen Kirche bekannten sich 92,1 % der Einwohner, 4,8 % waren ohne religiöses Bekenntnis.

### Bevölkerungsentwicklung

Gemeindekundmachung 1850: Die ursprünglichen Gemeinden im Gebiet von Frauental, wie Laßnitz, Zeierling, Lebing, Freidorf, gehörten zur damaligen Bezirkshauptmannschaft Stainz

Die ursprünglichen Einwohnerzahlen sind in den Unterlagen der Gemeindeneuordnung 1850 kundgemacht.

Die Bevölkerung der Gemeinde Frauental erlebte in den letzten 150 Jahren mehrere Wachstumsschübe. Fiel das Wachstum an der Wende vom 19. auf das 20. Jahrhundert zunächst noch bescheiden aus, so wuchs die Bevölkerung in der Zwischenkriegszeit sehr stark. Auch in der Zeit nach dem Zweiten Weltkrieg stieg die Zahl der Gemeindebürger in Frauental erst stark, seit den 1970er Jahren schwach an. Seit 2001 geht die Bevölkerungszahl zurück, da sowohl die Geburtenbilanz als auch die Wanderungsbilanz negativ wurden.

## Kultur und Sehenswürdigkeiten

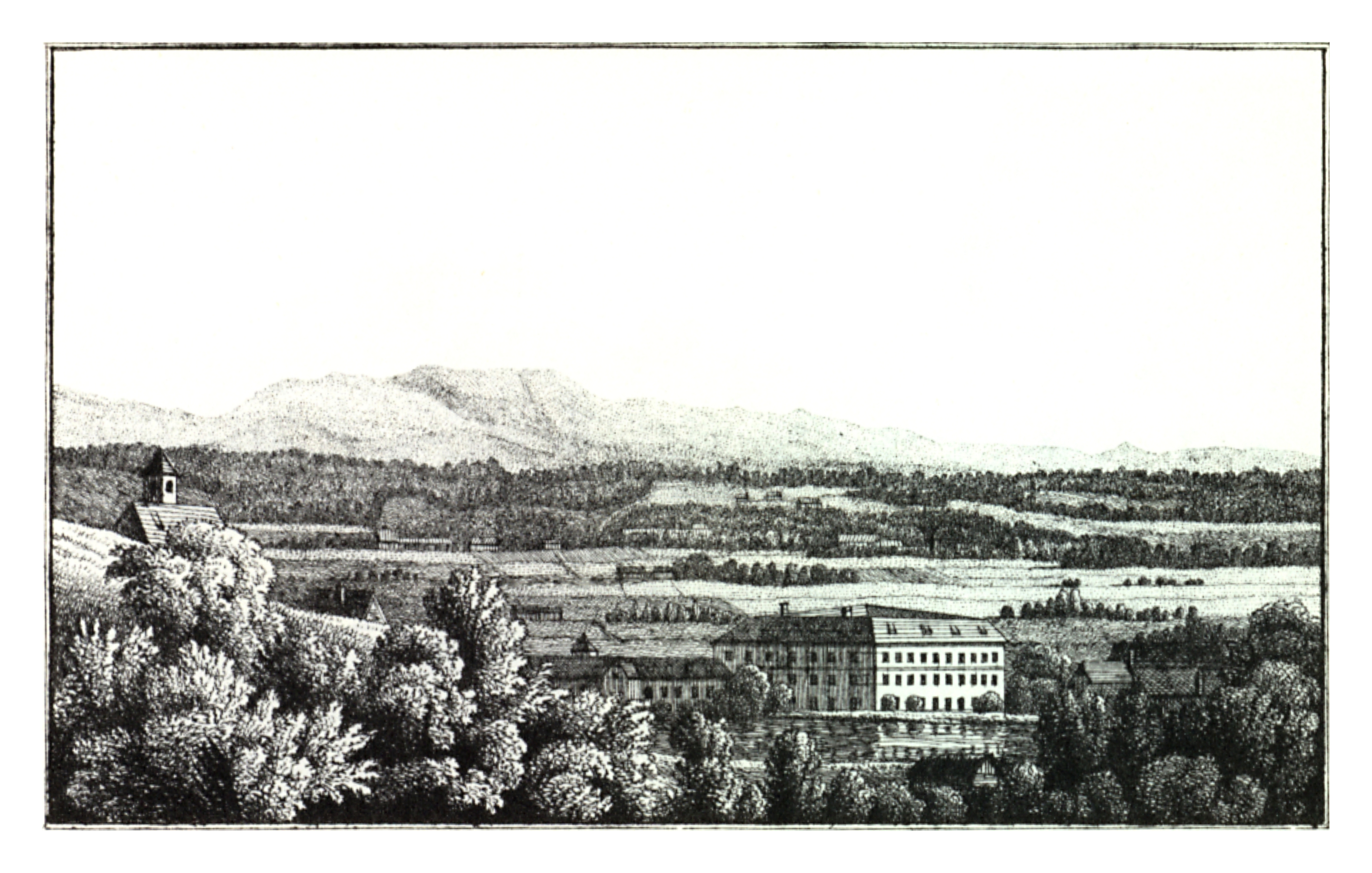
Das Schloss um 1820, Lith. J.F. Kaiser

- Pfarrkirche Frauental an der Laßnitz: Die Kirche hat das Patrozinium der Mutterschaft Mariens. Sie wurde 1954 erbaut, die Pfarre wurde 1958 aus Teilen der damaligen Pfarren Gams, Groß St. Florian und Deutschlandsberg errichtet. Der Altar aus der Mitte des 17. Jahrhunderts stammt aus der Spitalkirche in Bruck an der Mur, zwei Heiligenstatuen der 1. Hälfte des 18. Jahrhunderts aus Osterwitz. Die Orgel wurde 1960 angeschafft, die vier Glocken 1962.
- Schloss Frauenthal liegt trotz des Namens auf Gemeindegebiet der Stadt Deutschlandsberg.
- Kapellen befinden sich bei der Messingfabrik (1724 wurde eine Glocke geweiht), die Sorgerkapelle wurde 1816 erbaut. Die Strutzkapelle stammt aus 1846 und wurde 1975 neu errichtet. Dorfkapellen befinden sich in Zeierling, Freidorf, Gleinz und Schamberg.[31]

## Wirtschaft und Infrastruktur
Laut Arbeitsstättenzählung 2001 gab es 109 Arbeitsstätten mit 1200 Beschäftigten in der Gemeinde sowie 953 Auspendler und 878 Einpendler. Wichtigste Branche ist die Sachgütererzeugung, diese bot 2001 644 Arbeitsplätze. Es gab 92 land- und forstwirtschaftliche Betriebe (18 davon im Haupterwerb), die zusammen 1033 ha bewirtschafteten (1999).

### Keramikfabrik
1921 gründete Ing. Ludwig Neumann, Hersteller von Radiogeräten in Wien die Tochterfirma Ingelen-Frauenthal-Elektroporzellan. Produziert wurden keramische Isolatoren und Widerstände. Seit 1980 wurden Wärmetauscher für durchströmendes Gas mit wabenförmigem Querschnitt und Katalysatoren entwickelt. Etwa 2010 wurde der Betrieb vom japanischen Unternehmen Ibiden übernommen. 
2022 erfolgte letztlich die Übernahme der Ibiden Ceram GmbH durch die österreichische Ceram Group Holding GmbH (Eigentümer und Geschäftsführer Christian Kögl) und die Umbenennung in Ceram Austria GmbH. Mit Stand 2024 hat das Werk in Frauental 450 Mitarbeiter. Bei keramischen Katalysatoren und Wärmetauschern ist Ceram Austria unter den weltweit führenden Herstellern.

### Verkehr
Wichtigste Straßenverbindung ist die Radlpass Straße B 76. Über die Eisenbahnhaltestelle Frauental-Bad Gams an der Graz-Köflacher-Bahn (Stundentakt im Rahmen der Linie S 6) und die Buslinie Graz–Stainz–Deutschlandsberg der GKB ist Frauental mit den Orten der Umgebung und der Landeshauptstadt Graz verbunden.

### Sport
Das Gebiet rund um das Schloss Frauenthal gehört zu einem Reitclub, 1988 wurde im Norden und Osten des Schlosses ein Golfplatz angelegt.

### Solarpark
Im Ortsteil Gleinz wird ab noch 2022 eine 50.000 Quadratmeter große Photovoltaikanlage errichtet. Energie Steiermark und Grünstromerzeuger Enery, Wien kooperieren bei der Investition von 4,4 Mrd. Euro. Mit 5,5 MW Spitzenleistung erwartet man ab Inbetriebnahme im Frühjahr 2023 eine Jahreserzeugung von 6 GWh Strom.

## Politik

### Gemeinderat
Der Gemeinderat hat 15 Mitglieder.
- Nach den Gemeinderatswahlen in der Steiermark 2005 hatte der Gemeinderat folgende Verteilung: 10 SPÖ und 5 ÖVP.[34]
- Nach den Gemeinderatswahlen in der Steiermark 2010 hatte der Gemeinderat folgende Verteilung: 11 SPÖ und 4 ÖVP.[35]
- Nach den Gemeinderatswahlen in der Steiermark 2015 hatte der Gemeinderat folgende Verteilung: 12 SPÖ und 3 ÖVP.[36]
- Nach den Gemeinderatswahlen in der Steiermark 2020 hat der Gemeinderat folgende Verteilung: 12 SPÖ und 3 ÖVP.[37]

### Bürgermeister
- seit ? Bernd Hermann (SPÖ)

### Wappen
Die Steiermärkische Landesregierung verlieh der Gemeinde Frauental mit dem 3. März 1980 das Recht zur Führung eines eigenen Gemeindewappens.

Blasonierung (Wappenbeschreibung):
„Im blauen Schild wachsend in Gold der Dachreiter des Frauentaler Messingweserhauses, besteckt mit goldenem Doppeladler, dieser bogenförmig von je zwei sechsstrahligen goldenen Sternen beseitet.“

### Kleinregion und Tourismusverband
Die Gemeinde ist Mitglied der Kleinregion „Kernraum Bad Gams – Deutschlandsberg – Frauental“. In diesem Gemeindeverband sollen die Aufgaben von Straßenerhaltung, Einkauf und die Kinder- und Jugendbetreuung gemeinsam erledigt werden. Der Verband konstituierte sich am 9. Dezember 2010. Er hat Rechtspersönlichkeit und beruht auf freiwilliger Vereinbarung. Sein Sitz ist in Frauental, seine rechtliche Basis § 38a der Gemeindeordnung.
Die Gemeinde bildet gemeinsam mit Deutschlandsberg den Tourismusverband „Schilcherland Deutschlandsberg“. Sein Sitz ist in Deutschlandsberg.

## Persönlichkeiten

### Ehrenbürger der Gemeinde
- Hannes Bammer (1922–2017), Landesrat
- Robert Fuchs (1847–1927), Komponist
- Hans Gross (1930–1992), Landeshauptmann-Stellvertreter

### Söhne und Töchter der Gemeinde
- Johann Nepomuk Fuchs (1842–1899), Komponist und Kapellmeister
- Robert Fuchs (1847–1927), Komponist

### Mit der Gemeinde verbundene Persönlichkeiten
- Dorina Klinger (* 1997),  Beachvolleyball- und ehemalige Volleyballspielerin
- Ronja Klinger (* 2000),  Beachvolleyball- und ehemalige Volleyballspielerin
- Julia Scheib (* 1998), Skirennläuferin

## Sonstiges
Frauental wurde 1998, 2004, 2008 und 2010 als schönster Blumenmarkt der Steiermark ausgezeichnet.

## Historische Landkarten

Frauental und seine Umgebung in den drei Landesaufnahmen der Zeit von etwa 1789 bis 1910
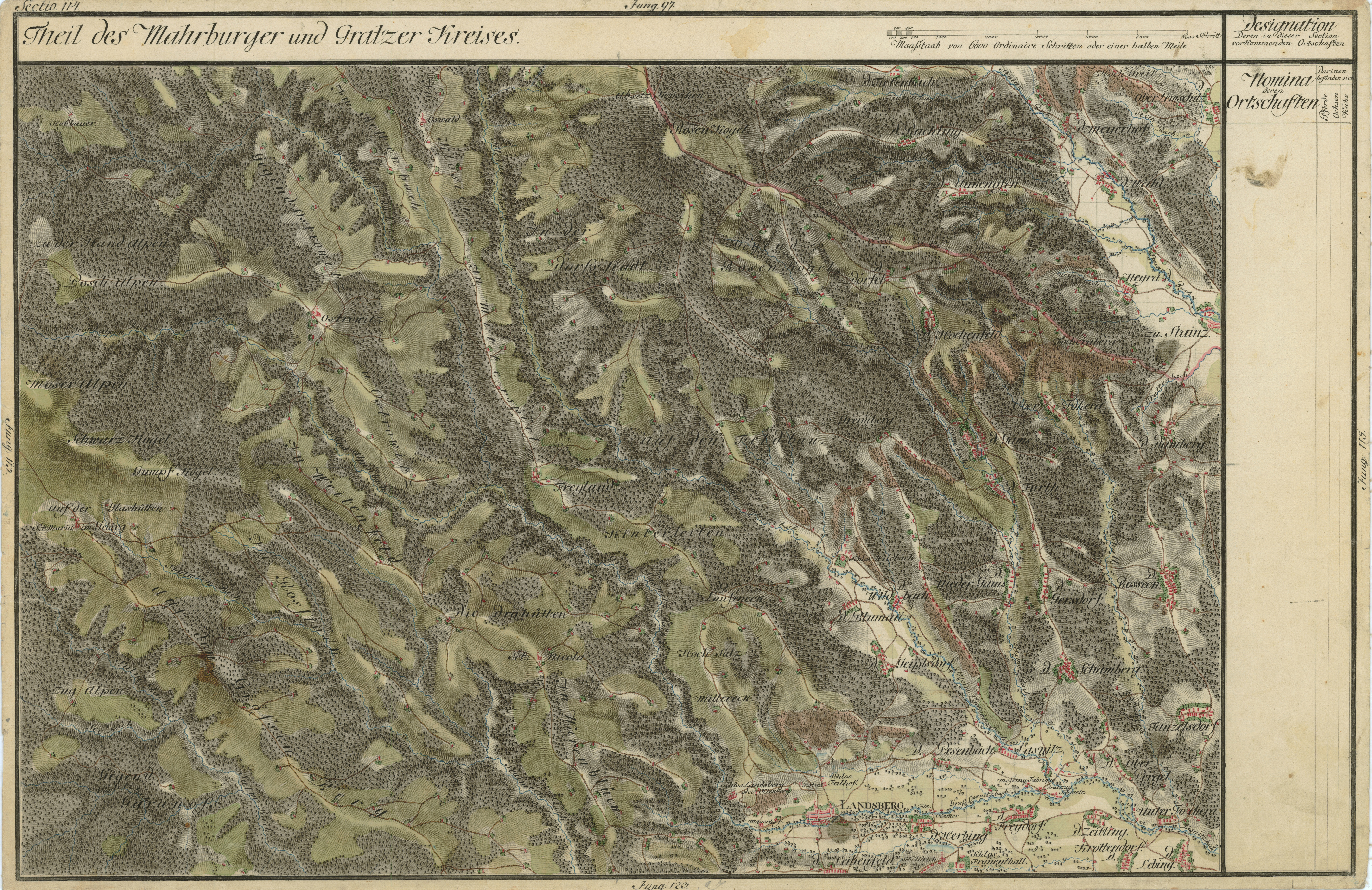
Das Gebiet von Frauental (rechts unten) in der Josephinischen Landesaufnahme, um 1780
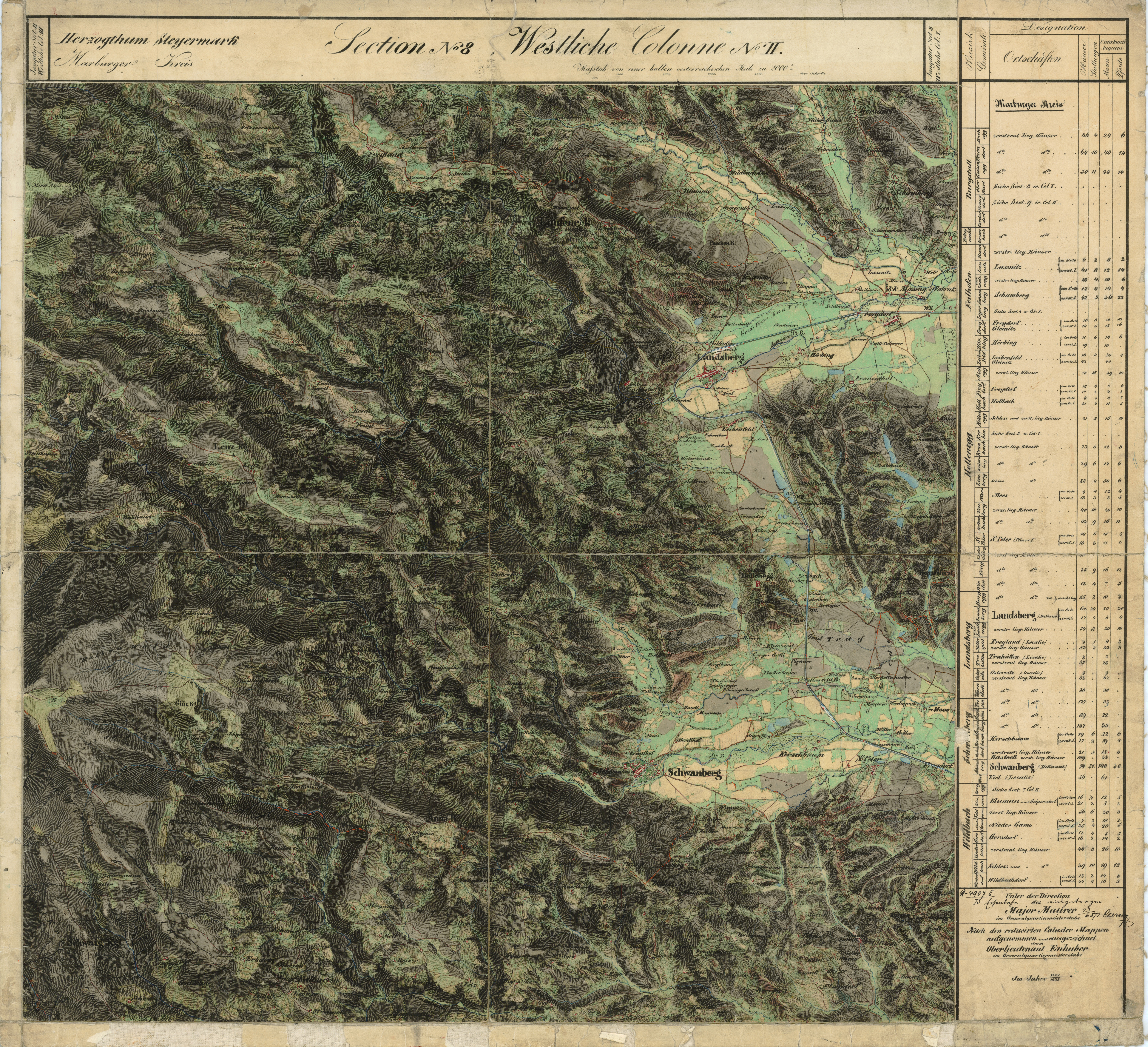
Niedergams und Laßnitz nördlich des Laßnitztales, Franziszeische Landesaufnahme, ca. 1835
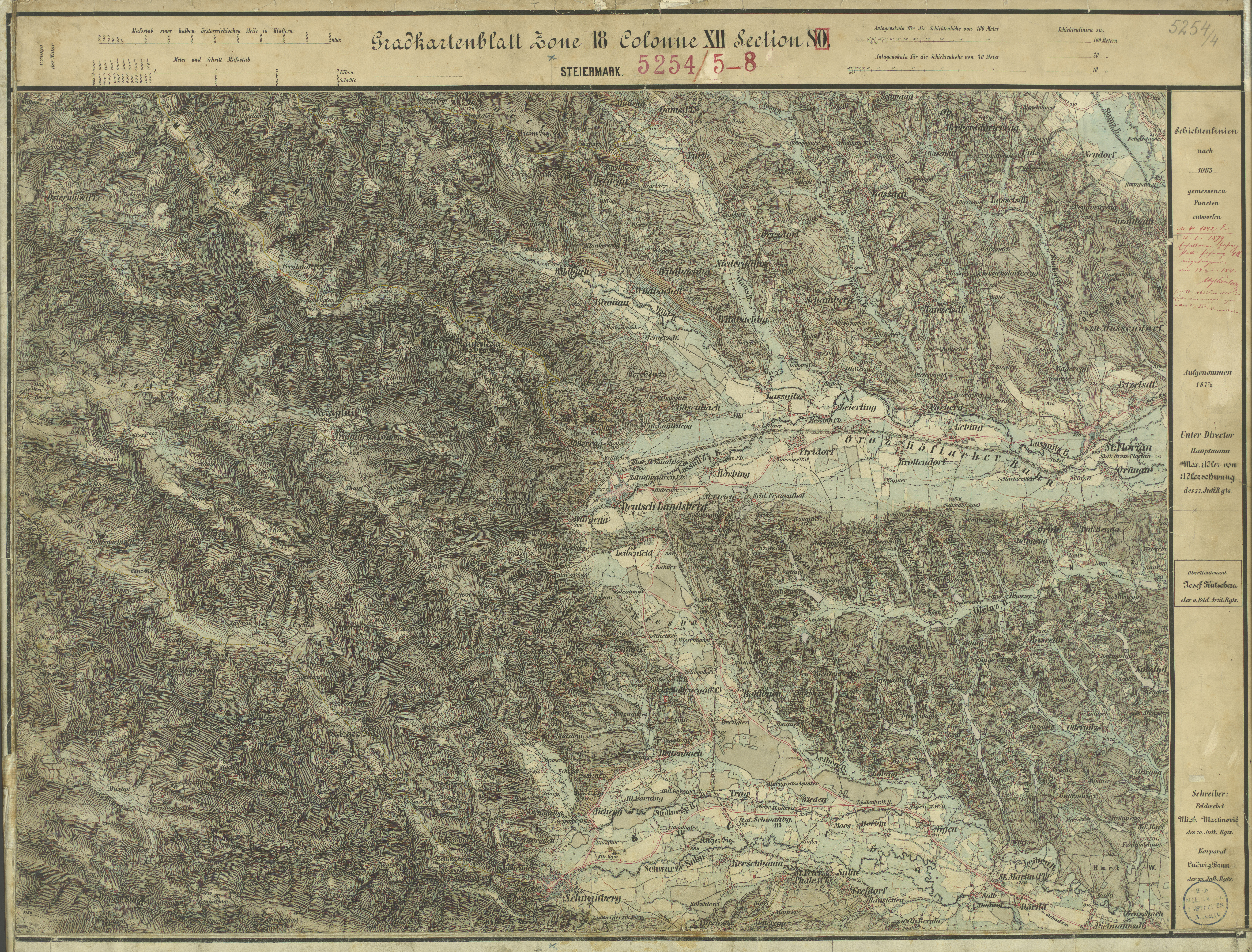
Aufnahmeblatt 1:25.000 der Landesaufnahme um 1878
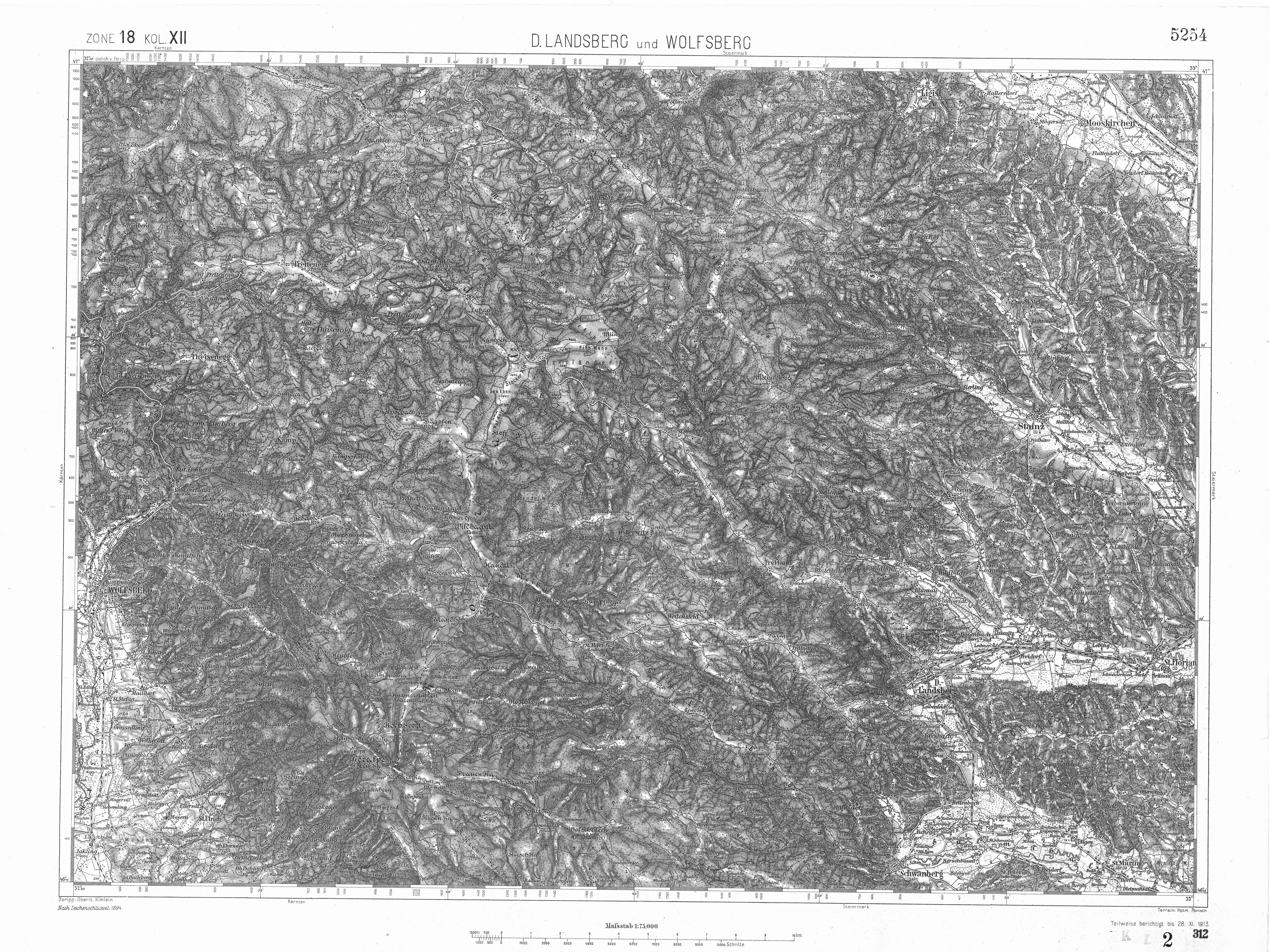
In der franzisco-josephinischen Landesaufnahme, ca. 1910